# Ein Sommernachtstraum (1935)
Ein Sommernachtstraum ist der Titel einer US-amerikanischen Filmkomödie von Max Reinhardt und William Dieterle, inszeniert im Jahr 1935. Das Drehbuch basiert auf dem gleichnamigen Bühnenstück von William Shakespeare. Es war die einzige Regiearbeit von Max Reinhardt in Hollywood.

## Handlung
Am antiken Hofe von Athen: Der glorreiche Herrscher Theseus bereitet sich auf die Hochzeit mit der Königin der Amazonen, Hippolyta, vor. Während dieser Vorbereitungen findet der König heraus, dass es an seinem Hof viele Intrigen und Liebesränke gibt. Die jungen Höflinge Lysander und Hermia sind ein Liebespaar, doch Hermias Vater Egeus zeigt sich mit dieser Verbindung unzufrieden. Er drängt stattdessen Theseus, seine Tochter mit dem gewünschten Ehemann Demetrius zu verheiraten, der aber Hermia wiederum missfällt. Theseus verfügt, dass Hermia sich den Wünschen ihres Vaters zu fügen habe, ansonsten werde sie bis zu ihrem Tode unverheiratet bleiben. Hermia flüchtet in ein nahegelegenes Waldstück, um dort Lysander zu treffen. Beide wollen flüchten und dann heiraten. Der enttäuschte Bräutigam Demetrius verfolgt Hermia, wird aber seinerseits durch die verliebte Helena verfolgt, die er zurückgewiesen hat.
Neben den vier jungen Liebenden sind auch noch andere Personen im Wald zugegen: Das Elfenvolk, welches bei der königlichen Hochzeit präsent sein will. Der Elfenkönig Oberon ist eifersüchtig, weil seine Frau Titania sich um ein entführtes Menschenkind – einen indischen Prinzen – kümmert, den Oberon gerne an seiner Seite sitzen hätte. Oberon beauftragt seinen trickreichen Gehilfen Puck, den indischen Prinzen von Titania wegzulocken. Damit Titania dies nicht bemerkt, soll sie mit einem Liebestrank versehen werden. Puck verabreicht den Trank nicht nur Königin Titania, sondern auch dem im Wald anwesenden Liebespaar Lysander und Hermia, die sich beide in die gerade angekommene Helena verlieben, die wiederum beide ablehnt. Dazu befindet sich im Wald auch eine dilettantische Schauspielertruppe, bestehend aus einigen Handwerkern unter der Leitung des Zimmermanns Squenz, die dort in Ruhe proben wollen. Sie wollen ihre Version von Pyramus und Thisbe bei der Heirat von König Theseus und Königin Hippolyta vorführen. Bei der Probe verwandelt Puck den Hauptdarsteller Zettel in einen Esel.
Der Liebestrank, den Titania erhalten hat, besagt, dass sie sich nach ihrem Erwachen in den ersten Mann verliebt, den sie sieht. Nach ihrem Erwachen trifft sie als erstes den in einen Esel verwandelten Zettel und verliebt sich in ihn. Unterdessen kann Puck unbemerkt den indischen Prinzen zu Oberon wegschaffen. Puck bekommt Mitleid mit Titania und hebt den Zauber auf. Titania akzeptiert, dass Oberon den indischen Prinzen mit sich nimmt und beide versöhnen sich. Zudem heben Oberon und Puck auch die Wirkung des Trankes auf Lysander und Hermia auf, die nun wieder vereint sind. Oberon sorgt zudem mithilfe seines Trankes dafür, dass Demetrius sich in Helena verliebt. Damit sind nun die beiden richtigen Liebespaare – Hermia und Lysander, Demetrius und Helena – vereint. Auch der Schauspieler Zettel wird am Ende der Elfennacht wieder zu einem Menschen.
Die beiden Liebespaare kehren nach Athen zurück, um die Hochzeit von König Theseus zu feiern. Bei der Feier hebt im Liebesglück befindliche Theseus seinen Bannspruch über Hermia auf. Sie kann nun Lysander heiraten, obwohl ihr Vater Egeus immer noch vergebens protestiert. Squenz und seine Truppe erhalten durch unbewusste Mithilfe von Puck trotz ihrer einfachen Herkunft die Chance, vor dem König eine recht eigensinnige Version von Pyramus und Thisbe aufzuführen, in der der etwas zurückgebliebene Flaut das Mädchen Thisbe und Zettel ihren Liebhaber Pyramus spielt. Die Aufführung der Handwerker ist zwar lächerlich und wird von Pannen überschattet, unterhält aber gerade deshalb die lachenden Zuschauer. Als der königliche Hof sich um Mitternacht zu Bett begibt, erscheinen König Oberon und Königin Titania und weihen den Hof mit guten Wünschen.

## Hintergrund
- Der Film wurde vom November 1934 bis zum 5. März 1935 in den Warner Bros. Studios Burbank gedreht. Die Bauten entwarf Anton Grot, die Kostüme Max Rée und Milo Anderson. Uraufgeführt wurde Ein Sommernachtstraum am 9. Oktober 1935 zugleich im Adelphi Theatre in London und im Theatre Hollywood in New York City. In Deutschland wurde der Film erstmals am 1. Oktober 1962 als Fernsehpremiere in der ARD gezeigt.[1]
- Für Max Reinhardt war es der erste und einzige Film, den er in Hollywood drehte. Auch war es seine letzte Regiearbeit. Da Reinhardt nur sehr begrenztes Englisch sprach, fungierte sein Regiepartner William Dieterle in erster Linie als Dolmetscher. In der ersten Woche der Dreharbeiten war Dieterle alleinverantwortlicher Regisseur des Films, da es zu Streitigkeiten über Reinhardt zwischen der Produktionsfirma Warner Bros. und einem französischen Co-Produzenten gekommen war.
- Die Tanzszenen wurden von Bronislava Nijinska und Nini Theilade choreografiert.
- Mit der Arbeit am Sommernachtstraum setzte Korngold neue Maßstäbe in der noch jungen Geschichte der Filmmusik: Er vergrößerte das Orchester von Tanzband-Stärke auf Symphonieorchester-Stärke. Er griff teilweise in die Regie ein, um die Sprache der Schauspieler an den Rhythmus der Musik anzupassen. Teilweise schrieb er Dialoge selbst.
- Als Tontechniker wurde Nathan Levinson engagiert, der 1943 einen Oscar gewann. Für die Spezialeffekte sorgten unter anderem der später als Regisseur bekannt gewordene Byron Haskin und Hans F. Koenekamp. Als Kameraassistent arbeitete der spätere dreifache Oscargewinner Robert Surtees.
- Für Olivia de Havilland bedeutete der Film das Spielfilmdebüt, nachdem sie die Rolle der Hermia auf einer Freilichtbühne in Saratoga gespielt hatte. Max Reinhardt, der dort Regie führte, hatte sie entdeckt und besetzte De Havilland als Ersatz für die erkrankte Gloria Stuart.[2]
- Zur Zeit des Nationalsozialismus war der Film in Deutschland verboten, da Regisseur Max Reinhardt (geboren in Österreich) und Felix Mendelssohn Bartholdy (siehe Kapitel Soundtrack) jüdischer Abstammung waren.
- Underground-Regisseur und Skandalautor Kenneth Anger behauptet, den indischen Prinzen in diesem Film gespielt zu haben. Dies gilt inzwischen als widerlegt, der Kinderschauspieler Sheila Brown soll die Rolle in seinem einzigen Filmauftritt verkörpert haben.

## Synchronisation
Die deutsche Synchronbearbeitung wurde 1971 im Auftrag der ARD angefertigt.
| Rolle                                 | Darsteller                                 | Synchronstimme      |
| ------------------------------------- | ------------------------------------------ | ------------------- |
| Theseus, König von Athen              | Ian Hunter                                 | Thomas Reiner       |
| Lysander, verliebt in Hermia          | Dick Powell                                | Christian Brückner  |
| Demetrius, verliebt in Hermia         | Ross Alexander                             | Jürgen Clausen      |
| Hermia, verliebt in Lysander          | Olivia de Havilland                        | Heidi Treutler      |
| Helena, verliebt in Demetrius         | Jean Muir                                  | Kathrin Ackermann   |
| Egeus, Hermias Vater                  | Grant Mitchell                             | Walter Reichelt     |
| Squenz (Quince), der Zimmermann       | Frank McHugh                               | Benno Hoffmann      |
| Zettel (Nick Bottom), der Weber       | James Cagney                               | Thomas Piper        |
| Flaut (Flute), der Blasebalg-Bauer    | Joe E. Brown                               | Mogens von Gadow    |
| Schnauz (Snout), der Kesselflicker    | Hugh Herbert                               | Gerd Duwner         |
| Schlucker (Starveling), der Schneider | Otis Harlan                                | Bruno Walter Pantel |
| Oberon, König der Elfen               | Victor Jory                                | Günter Sauer        |
| Titania, Königin der Elfen            | Anita Louise; Caroll Ellis (Gesangsstimme) | Viktoria Brams      |

## Filmmusik
Der musikalische Direktor Leo F. Forbstein stellte für den Film folgende Stücke von Felix Mendelssohn Bartholdy zusammen, die alle von Erich Wolfgang Korngold adaptiert und dirigiert wurden:
- Frühlingslied aus Zwölf Gesänge op. 8
- Ouvertüre zu Ein Sommernachtstraum op. 21
- Sinfonie Nr. 3 a-Moll (auch als Schottische Sinfonie bekannt) – gesungen von Olivia de Havilland, Dick Powell, Ross Alexander, Jean Muir, James Cagney und Joe E. Brown
- Kinderstücke Nr. 1: Allegro non troppo – gesungen von James Cagney
- Spinnerlied C-Dur aus Lieder ohne Worte op. 67 Nr. 4
- Schlaflied aus Lieder ohne Worte op. 19, Nr. 6 – gesungen von Anita Louise und James Cagney
- Sinfonie Nr. 4 A-Dur op. 90 (bekannt als Italienische Sinfonie)
- Wiegenlied aus Lieder ohne Worte op. 67, Nr. 6
- Philomel – gesungen von Anita Louise
- Scherzo e-Moll
- Hand in Hand mit der Feen-Anmut – gesungen von Anita Louise
- Über Berg und Tal, durch Busch und Strauch – gesungen von Nina Theilade

Die Singstimme von Anita Louise stammte von Carol Ellis.

## Kritiken
„Eng an das Bühnenstück angelehnt, glanzvoll ausgestattet, mit filmischer Trick-Zauberei phantasievoll ausgeschmückt und gut gespielt.“

„Theaterguru Max Reinhardt und William Dieterle verwandelten William Shakespeares amourösen Klassiker in eine überbordende Hollywood-Fantasie.“

„Die Frage, ob ein Shakespeare-Stück durch aufwendige Machart des Filmes erfolgreich produziert werden kann, kann durch diese lobenswerte Mühe beantwortet werden. Die berühmte Geschichte A Midsummer Night’s Dream, von dem die Hälfte in der illusionistischen Welt der Elfen und Feen spielt, ist technisch gelungen. Die Fantasie, das Ballett des Gefolges von Oberon und Titania und die Figuren in den unheimlichen Szenen sind überzeugend und verlockend fantastisch. Der Film ist besetzt mit wunderbaren Szenen, schön gefilmt und charmant präsentiert. Alle Shakespeare-Anhänger werden erfreut am wohltuenden Klang der Mendelssohn-Melodien sein. Die Schauspielerinnen sind grundsätzlich besser als die Männer, auch da sie bessere Einsätze haben. Dick Powell ist eine Fehlbesetzung: Er scheint nie den Geist des Stückes oder der Rolle einfangen zu können. Mickey Rooney als Puck ist so bemüht niedlich zu sein, dass er fast lästig wird. Da sind einige grandiose Darstellungen, insbesondere Victor Jory überzeugt als Oberon. Seine klare, deutliche Stimme zeigt, was vorsichtiges Rezitieren und gute Interpretation bringen. Olivia de Havilland spielt fein, ebenso Jean Muir, Veree Teasdale und Anita Louise, als modern aufgemachte Titania, die aber meist verschwommen in ihren Zeilen ist.“

## Auszeichnungen
Oscarverleihung 1936
- Oscar in der Kategorie Beste Kamera für Hal Mohr
- Oscar in der Kategorie Bester Schnitt für Ralph Dawson
- Nominierung in der Kategorie Bester Film
- Nominierung in der ehemaligen Kategorie Beste Regieassistenz für Sherry Shourds